# Доњи Рибник (Рибник)
Доњи Рибник је насељено мјесто у општини Рибник, Република Српска, БиХ. Према прелиминарним подацима пописа становништва 2013. године, у насељу је живјело 396 становника.

## Историја
Административно је настало 1962. године спајањем насеља Доњи Рибник (општина Кључ) са истоименим насељем из укинуте општине Рибник.

## Становништво
| Националност       | 1991. | 1981. | 1971. | 1961. |
| Срби               | 469   | 508   | 750   |       |
| Црногорци          |       |       | 1     |       |
| Македонци          |       |       | 1     |       |
| остали и непознато |       |       | 5     |       |
| Укупно             | 469   | 508   | 757   | '     |

| Националност (Доњи Рибник — Кључ) | 1961. |
| Срби                              | 542   |
| Укупно                            | 542   |

| Националност (Доњи Рибник — Рибник) | 1961. |
| Срби                                | 392   |
| Укупно                              | 392   |

| Демографија | Демографија | Демографија |
| Година      | Становника  | Становника  |
| ----------- | ----------- | ----------- |
| 1971.       | 757         |             |
| 1981.       | 508         |             |
| 1991.       | 469         |             |
| 2013.       | 396         |             |